# Вишецевни бацач ракета
Вишецевни бацач ракета је артиљеријски систем који користи ненавођене ракете. Као и други типови ракетне артиљерије, вишецевни бацачи ракета су мање прецизни и имају доста мању брзину паљбе у поређењу са класичним артиљеријским оруђима. Међутим, њихова главна предност је што могу истовремено да баце стотине kg експлозива.

## Историја
Први модерни вишецевни бацач ракета је немачки Небелверфер који је почео да се користи током тридесетих година 20. века. Први самоходни вишецевни бацач ракета, а и најпознатији, је Совјетска Каћуша, која је прво употребљавана у Другом светском рату, после кога је продавана Совјетским Савезницима.